# Jan Kalemba
Jan Kalemba (ur. 17 sierpnia 1899 w Piekarach, zm. 14 września 1989) – polski rolnik i żołnierz, uczestnik I wojny światowej, powstaniec wielkopolski (1919), uczestnik wojny polsko-bolszewickiej (1919–1921) (w tym Bitwy Warszawskiej), uczestnik kampanii wrześniowej (1939) (w tym bitwy nad Bzurą). Kawaler Orderu Odrodzenia Polski. Ojciec posła na Sejm RP i byłego ministra rolnictwa i rozwoju wsi Stanisława Kalemby.

## Życiorys
Urodził się 17 sierpnia 1899 w Piekarach w rodzinie rolnika Marcina (1863–1933) i Agnieszki z domu Rozalczak (1865–1926).
W czasie I wojny światowej służył w armii niemieckiej. W czasie urlopu, 25 listopada 1918 wstąpił do Straży Ludowej w Poznaniu. Od 12 stycznia 1919 do 18 lutego 1919 brał udział w Powstaniu Wielkopolskim. Był ochotnikiem I pułku strzelców wielkopolskich (późniejszy 55 Poznański Pułk Piechoty). Walczył m.in. o zdobycie lotniska na Ławicy (akcją dowodził podporucznik Andrzej Kopa) oraz pod Lesznem.
Po zakończeniu powstania brał udział w walkach na Wschodzie Rzeczypospolitej: nad Berezyną, pod Lwowem, a potem w Bitwie Warszawskiej. Był wywiadowcą w grupie gen. Daniela Konarzewskiego pod Lwowem. Po zakończeniu działań wojennych pełnił służbę garnizonową. 26 marca 1922 został zwolniony do domu.
W okresie międzywojennym pracował w gospodarstwie w Piekarach. W 1936 ożenił się z Pelagią Nawrot (1907–2000) i miał z nią sześcioro dzieci: bliźniaczki Anielę i Zofię (ur. 1937), Jana (ur. 1939), Kazimierza (ur. 1942), Helenę (ur. 1943) i Stanisława (ur. 1947).
24 sierpnia 1939 został zmobilizowany do baonu wartowniczego w Poznaniu. Brał udział w kampanii wrześniowej, walczył nad Bzurą pod dowództwem gen. Tadeusza Kutrzeby. Dostał się do niewoli. Do 1942 przebywał w stalagu 1 A Hohenstein na terenie Prus Wschodnich. Zwolniony z niego powrócił do Piekar i pracował w gospodarstwie ojca. W 1959 wstąpił do ZBoWiD-u.
Zmarł 14 września 1989 w wieku 90 lat i został pochowany na cmentarzu parafialnym w Słupi.

## Wybrane odznaczenia
- Krzyż Kawalerski Orderu Odrodzenia Polski
- Wielkopolski Krzyż Powstańczy[6]
- Odznaka Honorowa „Orlęta”